# 25 Days of Christmas

ABC Family's 25 Days of Christmas

Afișul promoțional anterior - până în 2011

25 Days of Christmas (în engleză; cu sensul de 25 de zile de Crăciun) (cunoscut și ca ABC Family's 25 Days of Christmas, anterior denumit Fox Family's 25 Days of Christmas) este un bloc (pachet) de programe de televiziune transmis anual de ABC Family și de predecesoarele sale încă din 1996. După cum titlul sugerează, pachetul de programe este transmis timp de 25 de zile înainte de Crăciun, de la 1 decembrie până pe 25 decembrie, prezentând diferite emisiuni și filme de Crăciun. În 2006, canalul a transmis și filme care nu sunt de Crăciun, cum ar fi seria de filme Harry Potter, filmul Frumoasa și Bestia etc. Începând din 2007, ABC Family a extins cele 25 de zile în noiembrie odată cu introducerea pachetului de programe Countdown to 25 Days of Christmas (cu sensul de Numărătoare inversă [până] la [cele] 25 de zile ale Crăciunului).

## Listă de emisiuni speciale originale
- 1996 - Home and Family Christmas Special
- 2001 - Donner
- 2008 - A Miser Brothers' Christmas
- 2009 - Gotta Catch Santa Claus,[1] Holly and Hal Moose: Our Uplifting Christmas Adventure [2]
- 2010 - The Gruffalo [3]
- 2011 - A Very Pink Christmas [4]
- 2013 – Melissa & Joey, Baby Daddy, Pretty Little Liars, Switched at Birth, The Fosters, Chasing Life
- 2014 - The Fosters, Switched At Birth, Chasing Life, Pretty Little Liars, Baby Daddy, Melissa and Joey[5]
- 2015 - Young & Hungry, Pretty Little Liars: 5 Years Forward, Behind the Shadows: The Making of Shadowhunters
- 2016

## Listă de filme originale
În fiecare an de când a apărut acest bloc de programe, cel puțin un film de televiziune special pentru sărbători a fost produs (excepție anul 2002). Începând cu 2005, câte două filme de televiziune au fost realizate. În 2007, trei filme au fost create datorită popularității blocului de programe din anul anterior.

### În perioadaThe Family Channel
The Family Channel's 25 Days of Christmas
- 1996 - Christmas Every Day
- 1997 - The Christmas List

### În perioadaFox Family
Fox Family's 25 Days of Christmas
- 1998 - Like Father, Like Santa
- 1999 - The Ghosts of Christmas Eve
- 2000 - Special Delivery
- 2001 - Trei zile

### În perioadaABC Family
ABC Family's 25 Days of Christmas
- 2003 - Întâlnire neașteptată
- 2004 - Magia zăpezii
- 2005 - În căutarea Crăciunului; Întâlnire cu surprize
- 2006 - Christmas Do-Over; Fiica lui Moș Crăciun
- 2007 - Și hoții revin acasă de Crăciun!; Sărbători în cătușe; Globul de Crăciun
- 2008 - Crăciun în Țara Minunilor; Magia zăpezii 2
- 2009 - De pază de Crăciun - Un câine pus pe treabă; Fiica lui Moș Crăciun 2
- 2010 - De pază de Crăciun 2 - Vacanță fără griji; Christmas Cupid
- 2011 - Desperately Seeking Santa; 12 Dates of Christmas
- 2012 - The Mistle-Tones;[7] Home Alone: The Holiday Heist[8][9]
- 2013– Holidaze: Din nou acasă, Christmas Bounty[10][9]
- 2014 – Toy Story That Time Forgot[11]
- 2015 – Nu
- 2016 –

## Emisiuni speciale de Crăciun
În cadrul pachetului de programe au fost transmise mai multe emisiuni speciale de Crăciun neoriginale (care au avut premiera direct-pe-DVD sau pe alte rețele TV sau de cablu; sau care au avut premiera în cinematografe). Acestea sunt (inclusiv cele transmise în noiembrie): 
- Beverly Hills, 90210, episodul "Christmas Comes This Time Each Year"[12]
- The Cat in the Hat - Nu este emisiune specială de Sărbători, dar a fost transmisă în acest pachet de programe
- A Chipmunk Christmas
- Cranberry Christmas
- Dr. Seuss on the Loose
- A Flintstone Christmas
- Frosty's Winter Wonderland
- Full House, episodul "A Very Tanner Christmas"[12]
- The Grinch Grinches the Cat in the Hat
- Jack Frost
- Kung Fu Panda Holiday Special
- The Little Drummer Boy
- The Little Drummer Boy, Book II
- The Lorax
- Merry Madagascar
- Mickey's Christmas Carol
- Mickey's Christmas Special
- Nestor, the Long-Eared Christmas Donkey
- Phineas and Ferb Christmas Vacation
- Pinocchio's Christmas
- Prep & Landing
- Prep & Landing: Naughty vs. Nice
- Puff the Magic Dragon
- Rudolph and Frosty's Christmas in July
- Rudolph's Shiny New Year - Emisiune specială de Revelion
- Rudolph the Red-Nosed Reindeer and the Island of Misfit Toys
- Santa Claus Is Comin' to Town
- Twas the Night Before Christmas
- Winnie the Pooh and Christmas Too
- The Year Without a Santa Claus
- Yogi Bear's All Star Comedy Christmas Caper

## Filme de Crăciun
Următoarele filme de Crăciun au fost transmise în cadrul pachetului de programe, dar ele au avut premiera în cinematografe, sau au apărut inițial direct-pe-DVD sau au fost transmise în premieră pe alte canale TV sau în alte rețele de cablu):
Format:Div col begin
- A Christmas Carol [12]
- Batman Returns
- Bah, Humduck! A Looney Tunes Christmas
- Beauty and the Beast: The Enchanted Christmas
- Buster & Chauncey's Silent Night
- Deck the Halls
- Ernest Saves Christmas
- Elf [12]
- Eloise at Christmastime (doar în 2009)[13]
- The Family Man [12]
- Fred Claus [12]
- Home Alone [12]
- Home Alone 2: Lost in New York
- How the Grinch Stole Christmas
- I'll Be Home for Christmas [4]
- I Saw Mommy Kissing Santa Claus
- Jack Frost
- Jingle All the Way
- The Little Mermaid
- Mary Poppins
- Meet the Santas
- Mickey's Once Upon a Christmas
- Mickey's Twice Upon a Christmas
- Miracle on 34th Street [12]
- The Muppet Christmas Carol
- National Lampoon's Christmas Vacation [14]
- The Nightmare Before Christmas
- Once Upon a Christmas
- The Polar Express
- Richie Rich's Christmas Wish
- Rise of the Guardians
- Rudolph and Frosty's Christmas in July
- Rudolph the Red-Nosed Reindeer and the Island of Misfit Toys
- Scrooged
- Santa Buddies
- Santa Claus: The Movie
- The Santa Clause
- The Santa Clause 3: The Escape Clause
- Santa Who?
- Santa Paws 2: The Santa Pups
- The Search for Santa Paws [14]
- Snow Buddies
- This Christmas
- Twice Upon a Christmas
- Unaccompanied Minors

### Alte filme
Sunt transmise și alte filme, nu doar de Crăciun, ca de exemplu:
Format:Div col begin
- 101 Dalmatians (1961)
- A Bug's Life
- Aladdin (1992)
- Aladdin and the King of Thieves
- Alice in Wonderland (1951)
- Alice in Wonderland (2010)
- The Cat in the Hat (1971)
- The Cat in the Hat (2003)
- Beauty and the Beast (1991)
- Beauty and the Beast: The Enchanted Christmas
- Belle's Magical World
- Big Hero 6
- The Black Cauldron
- The Boxtrolls
- Brave
- Cars 2
- Coco
- Chicken Little
- Cinderella (1950)
- Cinderella (2015)
- Cinderella II: Dreams Come True
- Cinderella III: A Twist in Time
- Dennis the Menace (1993)
- Dumbo
- The Emperor's New Groove
- Finding Nemo
- The Fox and the Hound
- Frozen
- The Great Mouse Detective
- Hercules
- Horton Hears a Who! (2008)
- The Hunchback of Notre Dame
- The Hunchback of Notre Dame II
- The Incredibles
- Inside Out
- Ice Age
- Lady and the Tramp
- Lady and the Tramp II: Scamp's Adventure
- Lilo & Stitch
- Lilo & Stitch 2
- The Lion King
- The Lion King 2: Simba's Pride
- The Lion King 1 1/2
- The Little Mermaid
- The Little Mermaid II: Return to the Sea
- The Little Mermaid: Ariel's Beginning
- Kronk's New Groove
- The Many Adventures of Winnie the Pooh
- Mary Poppins (Disney)
- Matilda
- Meet the Robinsons
- Mickey, Donald, Goofy: The Three Musketeers
- Mulan
- Mulan II
- Oliver!
- Oliver & Company
- The Peanuts Movie
- Peter Pan
- Pinocchio
- Pocahontas
- Pocahontas II: Journey to a New World
- The Princess and the Frog
- Ratatouille
- The Return of Jafar
- Return to Never Land
- The Rescuers
- The Rescuers Down Under
- Robin Hood
- Scrooge
- The Secret of NIMH
- Secret of the Wings
- Sleeping Beauty (1959)
- Snow Day
- Snow White and the Seven Dwarfs
- The Sound of Music
- The Sword in the Stone
- Tangled
- Tarzan
- The Tigger Movie
- Toy Story
- Toy Story 2
- Toy Story 3
- Winnie the Pooh (2011)
- Wreck-It Ralph
- Zootopia